# Maida Vale metróállomás
A Maida Vale a londoni metró egyik állomása a 2-es zónában, a Bakerloo line érinti.

## Története
Az állomást 1915. június 6-án adták át a Bakerloo line részeként.

## Forgalom
| Járat | Útvonal | Gyakoriság   |
| ----- | --- | ------------ |
|       | Harrow & Wealdstone – Kenton – South Kenton – North Wembley – Wembley Central – Stonebridge Park – Harlesden – Willesden Junction – Kensal Green – Queen’s Park – Kilburn Park – Maida Vale – Warwick Avenue – Paddington – Edgware Road – Marylebone – Baker Street – Regent’s Park – Oxford Circus – Piccadilly Circus – Charing Cross – Embankment – Waterloo – Lambeth North – Elephant & Castle | 3 percenként |

## Átszállási kapcsolatok
| Állomás    | Átszállási kapcsolatok                           |
| ---------- | ------------------------------------------------ |
| Maida Vale | Helyi buszok (Elgin Avenue / Maida Vale Station) |

## Fordítás
- Ez a szócikk részben vagy egészben  a   Maida Vale tube station című angol Wikipédia-szócikk fordításán alapul.  Az eredeti cikk szerkesztőit annak laptörténete sorolja fel. Ez a jelzés csupán a megfogalmazás eredetét és a szerzői jogokat jelzi, nem szolgál a cikkben szereplő információk forrásmegjelöléseként.